# Vauciennes (Oise)
Vauciennes is een gemeente in het Franse departement Oise (regio Hauts-de-France) en telt 661 inwoners (1999). De plaats maakt deel uit van het arrondissement Senlis.

## Geografie
De oppervlakte van Vauciennes bedraagt 6,4 km², de bevolkingsdichtheid is 103,3 inwoners per km².
Het gehucht Chaves in het Bois de Retz en een kleinere exclave nabij Coyolles vormen exclaves in de gemeente Coyolles. Coyolles hoort bij het departement van de Aisne en de twee gebieden vormen daardoor ook enclaves van het departement van de Oise in het departement van de Aisne. De zuidelijkste punt van de gemeente Vauciennes grenst bijna aan de gemeente Ivors maar wordt door een weg die het Bois de Retz met de rest van de gemeente Coyolles verbindt afgesneden.
De onderstaande kaart toont de ligging van Vauciennes (Oise) met de belangrijkste infrastructuur en aangrenzende gemeenten.

## Demografie
Onderstaande figuur toont het verloop van het inwonertal (bron: INSEE-tellingen).